# Combat de Ménaka (1990)
Pour les articles homonymes, voir Bataille de Ménaka.
Rébellion touarègue de 1990-1996
Le combat de Ménaka se déroule du 28 au 29 juin 1990 et marque le début de la Rébellion touarègue de 1990-1996.

## Prélude
Le soir du 28 juin 1990, une troupe d'une cinquantaine de combattants touaregs commandés par Iyad Ag Ghali arrivent aux abords de Ménaka. Ils se déplacent à dos de chameaux et sont mal équipés, ne disposant comme armes que de cinq fusils Kalachnikov, deux fusils de chasse et des sabres.
Les Touaregs tendent d'abord une embuscade, entre Ménaka et Tedjeret, à un convoi de l'ONG humanitaire World Vision International. Ils réquisitionnent leurs quatre véhicules et déposent les six travailleurs humanitaires qui les conduisaient — quatre Maliens et deux américains — dans un des magasins de l'ONG à Ikadewan. 

## Déroulement
Les rebelles poursuivent ensuite leur route vers Ménaka, dont ils attaquent le poste de gendarmerie vers 4 heures du matin. Les gendarmes sont pris par surprise et n'opposent pas de réelle résistance. Les rebelles raflent alors toutes les armes du poste, ainsi que huit autres véhicules de l'ONG World Vision International et de la société italienne Zooconsult. Des fûts d'essence et des vivres de l'Office des produits alimentaires maliens (OPAM) sont également pillés. Les assaillants quittent la ville à l'aube.

## Pertes
Selon Pierre Boilley, 36 gendarmes maliens auraient été tués lors de l'attaque, tandis que les assaillants ne comptent qu'un blessé.
Le journal malien 22 septembre évoque pour sa part un bilan de 14 tués, dont quatre soldats maliens.